# 吉村真事
吉村 眞事（よしむら まこと、1928年3月31日 - 2004年1月8日）は、日本の官僚、政治家。参議院議員（1期）。

## 略歴
- 1928年 大阪市生まれ。
- 静岡高等学校卒業
- 1952年 東京大学工学部土木工学科卒業
- 運輸省港湾局長
- 1983年 第13回参議院議員通常選挙で自由民主党から比例区に立候補し、初当選
- 1988年 竹下改造内閣大蔵政務次官
- 1989年6月 宇野内閣大蔵政務次官
  - 7月 第15回参議院議員通常選挙落選
- 1998年 春の叙勲で勲二等瑞宝章受章
- 2004年 胃癌のため東京都豊島区の病院で死去、75歳。死没日をもって従四位に叙される[2]。

## 役職
- 日本海上起重技術協会会長